# Eat ’Em and Smile
| Оценки критиков                  | Оценки критиков |
| Источник                         | Оценка          |
| -------------------------------- | --------------- |
| AllMusic                         | [ 4 ]           |
| Роберт Кристгау                  | B+              |
| Collector's Guide to Heavy Metal | 7/10            |
| Kerrang!                         | [ 7 ]           |
| Rolling Stone                    | (благоприятный) |
| The Rolling Stone Album Guide    | [ 9 ]           |

Eat 'Em and Smile (с англ. — «Ешь Их и Улыбайся») — дебютный студийный альбом американского рок-музыканта и бывшего вокалиста группы Van Halen Дэвида Ли Рота, выпущенный 7 июля 1986 года, на лейбле Warner Bros..

## Об альбоме
После выпуска Crazy from the Heat, EP в стиле лаунж-стандартов, который стал неожиданным хитом в начале 1985 года, и последующего расставания с Van Halen, когда группа была в коммерческом зените, Рот собрал новую бэк-группу: басист Билли Шихан (позже из Mr. Big); барабанщик Грегг Биссонетт (позже c Ринго Старром и Элтоном Джоном, среди прочих); и гитарист Стив Вай, (ранее работал с Фрэнком Заппой, PiL и Alcatrazz).
Имевший как критический, так и коммерческий успех, альбом Eat 'Em and Smile был высоко оценен журналом Rolling Stone: "Ни одна песня в альбоме не была такой же гладкой, как синглы из альбома Van Halen '5150' " (в котором участвовал сменщик Рота, Сэмми Хагар), а также высказал мнение, что Eat 'Em and Smile был гораздо более "угарным". Действительно, многие обзоры Eat 'Em and Smile сравнивали его непосредственно с синти-хэви '5150', часто в положительную сторону.
Обширный североамериканский тур Eat 'Em and Smile Tour проходил с середины 1986 по начало 1987 года.
Хотя нет никаких доказательств прямой связи с Ротом, но фраза «Eat 'Em and Smile» была частью товарного знака, зарегистрированного в 1928 году ныне несуществующей кондитерской компанией Ward-Owsley Co в Абердине, Южная Дакота.
В 2015 году был запланирован концерт в честь 30-летия воссоединения с участием Вая, Шихана, Биссонетта и клавишника Бретта Таггла. Первоначально должен был петь Майкл Старр, но в последний момент на концерт явился Дэвид Ли Рот. Из-за мер безопасности и переполненности зала пожарные остановили шоу. Были попытки собрать состав снова, но по состоянию на 2021 год концерт так не состоялся.

## Песни
В знак уважения к своему популярному сольному EP Рот включил два кавера лаунж-песен в альбом, «That’s Life», которая была второстепенным хитом в конце 1986 года, и «I’m Easy», плюс кавер на классическую фолк-блюзовую песню Джона Д. Лаудермилка «Tobacco Road». Однако две оригинальные песни альбома стали его самыми большими хитами. «Yankee Rose», насмешливая дань уважения Статуе Свободы, стала хитом MTV и радио, поднявшись в Billboard Top 20. Потенциальная тема для запланированного на тот момент фильма Рота «Goin' Crazy!» также стала основным продуктом MTV, который достиг 66-го места в Billboard Hot 100 в октябре 1986 года.
Версия «Kids in Action» (с англ. — «Дети в Действии»), первоначально написанная Кимом Митчеллом (из Max Webster), также была записана для этого альбома. Однако из-за нехватки времени песня не была включена в релиз. Билли Шихан недолго был участником Max Webster, по словам Кима Митчелла: "Он был в группе около трёх недель…[но] из этого ничего не вышло. Не было никаких обид, и он продолжал и делал действительно хорошо. Однажды он позвонил мне и сказал: «Эй, чувак, я в студии с Дэвидом Ли Ротом, Тедом Темплманом и Стивом Ваем, и мы записываем твою мелодию „Kids in Action", и нам нужны слова ко второму куплету». Я дрожал по телефону; это было сразу после того, как Рот ушёл от Van Halen. Затем, в последнюю минуту, это было снято с записи для «Tobacco Road», они подумали, что им нужен кавер. Видишь, опять эти проклятые каверы". Нет известной студийной версии кавера Рота, доступной для широкой публики.
Это был первый из двух альбомов Рота, в котором дуэт Стива Вая и Билли Шихана играли на гитаре и басу соответственно. На протяжении всего альбома эти двое часто синхронизировали сложные басовые партии с партиями соло-гитары, например в таких треках, как «Shyboy» и «Elephant Gun». Альбом привлёк внимание общественности к Стиву Ваю как сопернику Эдварда Ван Халена, предыдущего гитариста, работавшего с Ротом. В этом альбоме представлены некоторые из самых выдающихся гитарных работ Стива Вая.

## Sonrisa Salvaje
Sonrisa Salvaje (англ. Wild Smile, рус. Дикая Улыбка) — это испаноязычная версия Eat 'Em and Smile. Согласно Van Halen Encyclopedia, идея перезаписи альбома на испанском языке принадлежала басисту Билли Шихану, который прочитал статью в журнале, в которой сообщалось, что более половины населения Мексики составляют люди в возрасте от 18 до 27 лет, что является основным рынком покупки пластинок. Рот перезаписал весь свой вокал с помощью репетитора испанского языка в студии. Он изменил некоторые более расистские тексты песен, чтобы не оскорблять более консервативное испаноязычное население. За исключением вокала, основные музыкальные треки такие же, как в версии Eat 'Em and Smile, единственным исключением является «Big Trouble», которая внезапно заканчивается, а не исчезает в английской версии.
По словам Шихана, альбом не был хорошо принят, и многие люди сочли его «испанским гринго». Любые будущие идеи для испанской версии были отброшены. Sonrisa Salvaje первоначально была выпущена на виниле и кассете, но почти сразу же была удалена; CD-версия появилась только в 2007 году. Все примечания к оригинальному выпуску были написаны на испанском языке, за исключением уведомления об авторских правах и информации о шумоподавлении Dolby в кассетной версии.

## Критический Приём
Дэниел Броган из Chicago Tribune счёл альбом «маниакальным весельем», где «жгучая гитарная работа Стива Вая» является наиболее привлекательным компонентом. Терри Аткинсон из Los Angeles Times написал: «И спродюсированный Тедом Темплманом „Eat 'Em“, который хорошо сочетается с лучшими альбомами Van Halen, показывает Рота, которого вы знаете: ответ рока этим похотливым волкам с выпученными глазами из старых мультфильмов Текса Эйвери». Eat 'Em and Smile был назван «альбомом года» от Kerrang! за 1986 год.

## Список композиций
Слова и музыка всех песен — Дэвид Ли Рот и Стив Вай, кроме указанных иначе.
| №                   | Название                   | Автор(ы)              | Sonrisa Salvaje/Перевод                              | Длительность |
| ------------------- | -------------------------- | --------------------- | ---------------------------------------------------- | ------------ |
| 1.                  | «Yankee Rose»              |                       | Yankee Rose/Янки Роза                                | 3:55         |
| 2.                  | «Shyboy»                   | Билли Шихан           | Tímido/Застенчивый Мальчик                           | 3:24         |
| 3.                  | «I'm Easy»                 | Билли Филд, Том Прайс | Soy Fácil/Со Мной Легко                              | 2:11         |
| 4.                  | «Ladies' Nite in Buffalo?» |                       | Noche de Ronda en la Ciudad/Женский Вечер в Баффало? | 4:08         |
| 5.                  | «Goin' Crazy!»             |                       | ¡Loco del calor!/Схожу с Ума!                        | 3:10         |
| Общая длительность: | Общая длительность:        | Общая длительность:   | Общая длительность:                                  | 16:48        |

| №                   | Название            | Автор(ы)              | Sonrisa Salvaje/Перевод                 | Длительность |
| ------------------- | ------------------- | --------------------- | --------------------------------------- | ------------ |
| 6.                  | «Tobacco Road»      | Джон Д. Лаудермилк    | La Calle del Tobaco/Табачная Дорога     | 2:29         |
| 7.                  | «Elephant Gun»      |                       | Arma de Caza Mayor/Слоновье Ружьё       | 2:26         |
| 8.                  | «Big Trouble»       |                       | En busca de pleito/Большие Неприятности | 3:59         |
| 9.                  | «Bump and Grind»    |                       | Cuánto Frenesí/Удар и Скрежет           | 2:32         |
| 10.                 | «That's Life»       | Дин Кей, Келли Гордон | Así es la Vida/Такова Жизнь             | 2:45         |
| Общая длительность: | Общая длительность: | Общая длительность:   | Общая длительность:                     | 14:11        |

## Участники записи
| Группа - Дэвид Ли Рот — вокал, бэк-вокал - Стив Вай — гитара, аранжировка для горна (3) - Билли Шихан — бас-гитара, бэк-вокал (2, 3, 5, и 6) - Грегг Биссонетт — ударные, бэк-вокал (3) Приглашённые Музыканты - Джефф Бова — клавишные (1) - Джесси Хармс — клавишные (5) - Сэмми Фигероа — перкуссия (5) - Семья Уотерсов — бэк-вокал (10) - Струнные Сидни Шарп — струнные (10) - Джимми Хэскелл — аранжировка для струнных и горна (10) | Продюсирование - Тед Темплман — продюсер - Дэвид Ли Рот — концепция, дизайн обложки - Джефф Хендриксон — звукорежиссёр - Майкл Боуман — помощник звукорежиссёра - Майкл Кристофер — помощник звукорежиссёра - Том Сайз — помощник звукорежиссёра - Хоуи Вайнберг — мастеринг - Рауль Вега — фотография - Нил Злозауэр — фотография группы - Джоан Гейр — обложка - Пит Ангелус — концепция, дизайн обложки - Вигон Сейреени — оформление |

## Чарты
| Чарт (1986)                           | Наивысшая позиция |
| ------------------------------------- | ----------------- |
| Альбомы Австралии (Kent Music Report) | 26                |
| Нидерланды (Album Top 100)            | 57                |
| Германия (Offizielle Top 100)         | 51                |
| Новая Зеландия (RMNZ)                 | 50                |
| Норвегия (VG-lista)                   | 17                |
| Швеция (Sverigetopplistan)            | 12                |
| Швейцария (Schweizer Hitparade)       | 29                |
| Великобритания (UK Albums Chart)      | 28                |
| США (Billboard 200)                   | 4                 |

| Чарт (1986)      | Позиция |
| ---------------- | ------- |
| US Billboard 200 | 84      |